# Gioi
Gioi è un comune italiano di 1 073 abitanti della provincia di Salerno in Campania.

## Geografia fisica

### Territorio
Situato tra le colline del Cilento, nel cuore del parco nazionale del Cilento e Vallo di Diano, sulla cima di un colle (685 m s.l.m.), Gioi si affaccia su due valloni che confluiscono nella pianura più a valle, offrendo un paesaggio agrario accidentato, ma di grande bellezza, ricco di querce, castagne, felci, ulivi. È parte dell'Unione dei comuni Alto Calore.
- Classificazione sismica: zona 2 (sismicità media), Ordinanza PCM. 3274 del 20/03/2003.

### Clima
La stazione meteorologica più vicina è quella di Casal Velino. In base alla media trentennale di riferimento 1961-1990, la temperatura media del mese più freddo, gennaio, si attesta a +8,7 °C; quella del mese più caldo, agosto, è di +25,7 °C.

## Storia
Le prime notizie di Gioi si rintracciano nel 1131 in un diploma della badia di Cava de' Tirreni, dov'è descritto come un borgo fortificato. Dal 1811 al 1860 fu capoluogo dell'omonimo circondario, appartenente al distretto di Vallo, del regno delle Due Sicilie.
Dal 1860 al 1927, durante il regno d'Italia, fu capoluogo dell'omonimo mandamento, appartenente al circondario di Vallo della Lucania.

### Simboli
Lo stemma e il gonfalone del comune di Gioi sono stati concessi con decreto del presidente della Repubblica dell'8 aprile 1999.
Il gonfalone è un drappo di bianco.

## Monumenti e luoghi d'interesse
- Palazzo Reielli
- Ruderi del castello
- Palazzo Salati
- Palazzo Conti
- Palazzo De Marco

### Architetture religiose
- Santa Maria della Porta, edificio in stile romanico,
- Chiesa di San Nicola,
- Chiesa di Sant'Eustachio,
- Convento di San Francesco,
- Monastero di San Giacomo.

## Economia

### Prodotti tipici

#### La soppressata di Gioi
La sopressata di Gioi è un salume affumicato con stagionatura di almeno 40 giorni, dimensioni di circa 8–10 cm di diametro e 15-18 di lunghezza, da carne suina magra, recante al centro dell'impasto una fettuccia di lardo, conservato in vasi di vetro sottolio o sotto vuoto. Secondo una tradizione legata al periodo dell'emigrazione, la soppressata di Gioi viene anche inserita all'interno di un caciocavallo ed è quindi possibile reperirla anche sotto questa forma.
Fa parte dell'elencazione dei Prodotti agroalimentari tradizionali italiani e della lista dei presidii ritenuti meritevoli di tutela da parte dell'associazione Slow Food.

## Società

### Evoluzione demografica
Abitanti censiti

## Infrastrutture e trasporti

### Strade
- Strada Regionale 488/d Innesto SP 47(bivio Stio)-Innesto SP 142(bivio Campora)-Innesto SP 47(bivio Moio della Civitella).
- Strada Provinciale 47 Innesto SR 488(Stio)-Bivio SP 56(Orria)-Bivio SP 370-Bivio SP 80-Cardile-Innesto SR 488(Moio).
- Strada Provinciale 80 Innesto SS 80-Salento-Innesto SP 47.
- Strada Provinciale 115 Innesto SP 47 - Gioi.
- Strada Provinciale 142 Innesto SR 488(Ponte Rotto)-Campora-Innesto SR 488(Retara).
- Strada Provinciale 370 Innesto SP 47(bivio Gioi)-Area del Campo.
- Strada Provinciale 432 Innesto SP 47-variante abitato di Cardile-Innesto SP 47.

## Amministrazione

### Sindaci
| Periodo        | Periodo        | Primo cittadino     | Partito                                 | Carica  | Note |
| -------------- | -------------- | ------------------- | --------------------------------------- | ------- | ---- |
| 23 aprile 1995 | 13 giugno 1999 | Leopoldo Errico     | centro                                  | Sindaco |      |
| 13 giugno 1999 | 12 giugno 2004 | Andrea Salati       | centro-sinistra                         | Sindaco |      |
| 13 giugno 2004 | 6 giugno 2009  | Leopoldo Errico     | lista civica                            | Sindaco |      |
| 7 giugno 2009  | 25 maggio 2014 | Andrea Salati       | lista civica                            | Sindaco |      |
| 25 maggio 2014 | 26 maggio 2019 | Andrea Salati       | lista civica Uniti per Gioi e Cardile   | Sindaco |      |
| 26 maggio 2019 | in carica      | Maria Teresa Scarpa | lista civica Crescere Insieme in Comune | Sindaco |      |

### Altre informazioni amministrative
Il comune fa parte della Comunità montana Gelbison e Cervati e dell'Unione dei comuni Valle dell'Alento.
Le competenze in materia di difesa del suolo sono delegate dalla Campania all'Autorità di bacino regionale Sinistra Sele e all'Autorità di bacino interregionale del fiume Sele.